# Eric Friedlander

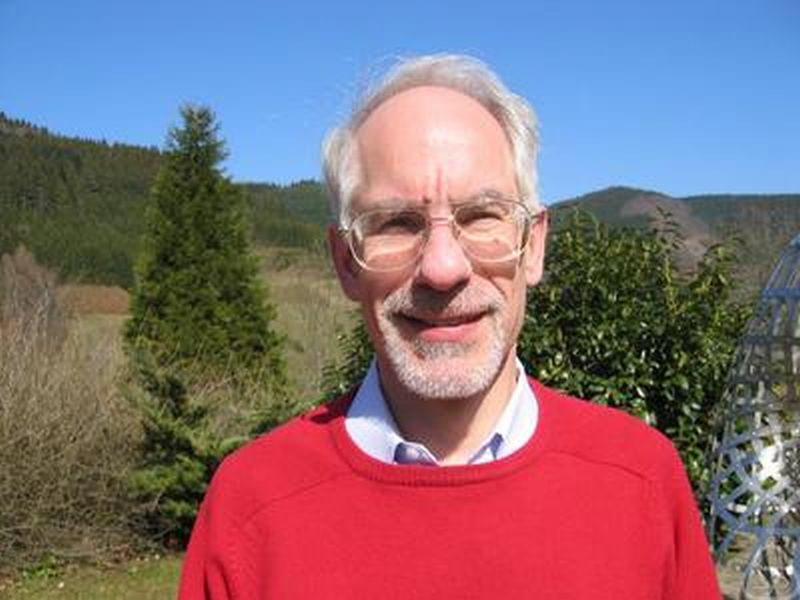
Eric Friedlander, Oberwolfach 2004

Eric Mark Friedlander (* 7. Januar 1944 in Santurce, Puerto Rico) ist ein US-amerikanischer Mathematiker, der sich mit Algebraischer Topologie, Algebraischer Geometrie, Algebraischer K-Theorie und Darstellungstheorie befasst.
Friedlander studierte am Swarthmore College mit dem Bachelor-Abschluss 1965 und wurde 1970 bei Michael Artin am Massachusetts Institute of Technology promoviert (Fibrations in Etale Homotopy Theory). Als Post-Doktorand war er Instructor an der Princeton University, 1971 Lecturer und 1972 Assistant Professor. 1973/74 war er im US-Austauschprogramm mit Frankreich, unter anderem am IHES (wo er danach noch häufiger war). 1975 wurde er Associate Professor und 1980 Professor an der Northwestern University, wo er 1987 bis 1990 und 1999 bis 2003 Vorstand der Mathematikfakultät war. Ab 1999 war er Henry S. Noyes Professor für Mathematik. Ab 2008 ist er Dean’s Professor an der University of Southern California.
1981 und 1985/86 war er am Institute for Advanced Study. Er erhielt für 1996 bis 1998 den Humboldt-Forschungspreis, mit dem er an der Universität Heidelberg war. Er war außerdem unter anderem Gastwissenschaftler und Gastprofessor an der ETH Zürich, am Max-Planck-Institut für Mathematik in Bonn, am MSRI, in Oxford, Cambridge, Paris, an der Brown University, der Hebrew University und am Institut Henri Poincaré. Seit 2000 ist er im Board of Trustees der American Mathematical Society, deren Fellow er ist; zudem wurde er 2005 in die American Academy of Arts and Sciences gewählt.
Friedlander ist Mitherausgeber des Journal of Pure and Applied Algebra. 1998 war er Invited Speaker auf dem Internationalen Mathematikerkongress in Berlin (Geometry of Infinitesimal Group Schemes).
Er ist seit 1968 mit der Mathematikerin Susan Friedlander verheiratet.

## Schriften
- als Herausgeber mit Michael R. Stein: Algebraic K-theory. Evanston 1980. Proceedings of the conference held at Northwestern University, Evanston, March 24–27, 1980 (= Lecture Notes in Mathematics. 854). Springer, Berlin u. a. 1981, ISBN 3-540-10698-7.
- Etale Homotopy of Simplicial Schemes (= Annals of Mathematics Studies. 104). Princeton University Press, Princeton NJ 1982, ISBN 0-691-08288-X.
- als Herausgeber mit Spencer J. Bloch, R. Keith Dennis, Michael R. Stein: Applications of algebraic K-theory to algebraic geometry and number theory. Proceedings of the AMS-IMS-SIAM Joint Summer Research Conference held in June 12–18, 1983 (= Contemporary Mathematics. 55, 1–2). 2 Bände. American Mathematical Society, Providence RI 1986.
- mit Barry Mazur: Filtrations on the homology of algebraic varieties (= Memoirs of the American Mathematical Society. 529). American Mathematical Society, Providence RI 1994, ISBN 0-8218-2591-7.
- als Herausgeber mit Mark E. Mahowald: Topology and Representation Theory. Conference on the Connections between Topology and Representation Theory, May 1–5, 1992, Northwestern University (= Contemporary Mathematics. 158). American Mathematical Society, Providence RI 1994, ISBN 0-8218-5165-9.
- mit Charles Weibel: An overview over algebraic K-theory. In: Hyman Bass, Aderemi O. Kuku, Claudio Pedrini (Hrsg.): Algebraic K-theory and its applications. Proceedings of the workshop and symposium. ICTP, Trieste, Italy, 1–19 September 1997. World Scientific, Singapur u. a. 1999, ISBN 981-023491-0, S. 1–119, (1997 Triest Lecture Notes).
- mit Vladimir Voevodsky, Andrei Suslin: Cycles, Transfers, and Motivic Homology Theories (= Annals of Mathematics Studies. 143). Princeton University Press, Princeton NJ 2000, ISBN 0-691-04814-2.
- als Herausgeber mit Daniel R. Grayson: Handbook of {\displaystyle K}-Theory. 2 Bände. Springer, Berlin u. a. 2005, ISBN 3-540-23019-X.